# Bukitlist
Bukitlist is een lied van de Nederlandse rappers Bizzey en Cristian D. Het werd in 2022 als single uitgebracht.

## Achtergrond
Bukitlist is geschreven door Benny Crabbe, Emanuel Cristian D Doru, Jan Berendsen, Leo Roelandschap, Stephan Boers en Tarik Mazian en geproduceerd door Ramiks en Jengi. Het is een nummer dat past in de genres nederhop en pop rap. In het lied zingen en rappen de artiesten over een mooie dame die zij zien tijdens het uitgaan.

## Hitnoteringen
De artiesten hadden bescheiden succes met het lied in Nederland. Het stond op de 93e plaats van de Single Top 100 in de enige week dat het in deze hitlijst te vinden was. De Top 40 en haar Tipparade werden niet bereikt.